# Dissolution parlementaire

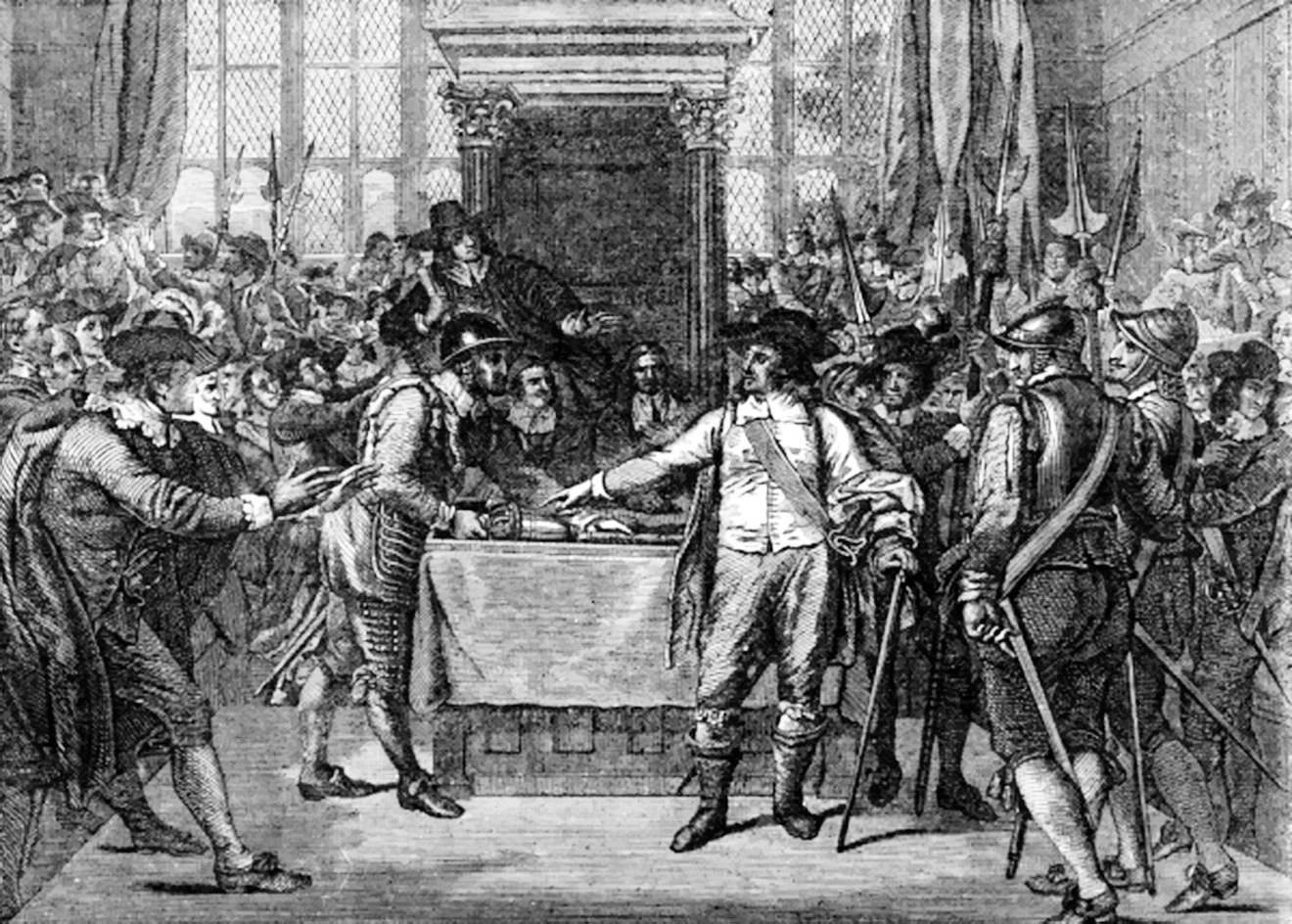
Cromwell Dissolving the Parliament, par John Cassell, 1865.

La dissolution parlementaire représente la faculté du pouvoir exécutif, ou législatif dans certains cas, de mettre un terme à une législature. Cela entraîne le renouvellement du parlement ou bien simplement d'une de ses chambres, par la tenue d'élections législatives anticipées. On l'oppose souvent au droit de motion de censure qui, à l'inverse, permet au pouvoir législatif de renverser le pouvoir exécutif. Ensemble, ces deux mécanismes parlementaires permettent la mise en place d'un équilibre dit organique, basé sur le pouvoir de révocabilité mutuel des pouvoirs exécutif et législatif.
Dans la tradition républicaine, la dissolution, normalement utilisée pour résoudre des crises graves en ayant recours au peuple, a souvent été jugée avec suspicion. Généralement considérée comme un pouvoir d’arbitrage du pouvoir exécutif, son utilisation a régulièrement été détournée afin de trancher des conflits entre le chef de l’État et le parlement. Elle permet également de prévenir ces conflits, en faisant peser sur l’assemblée une menace constante d'élections anticipées, renforçant la discipline majoritaire.
Caractéristique des régimes parlementaires, et à ce titre présent dans de nombreuses constitutions à travers le monde, le droit de dissolution est toutefois, de nos jours, rarement utilisé dans sa fonction initiale. En effet, l'existence de majorités stables et disciplinées au sein des parlements rend généralement l'hypothèse d'un renversement de gouvernement peu probable. Néanmoins l'utilisation du droit de dissolution varie en fonction du système politique, notamment selon l'organisation bicamérale ou  monocamérale du parlement.

## Enjeux

### Principe
La dissolution parlementaire est un pouvoir d’arbitrage placé la plupart du temps entre les mains du pouvoir exécutif. Afin d’établir un équilibre entre le Gouvernement et le Parlement, bien souvent ce dernier dispose en contrepartie d’un droit de motion de censure qui lui permet de renverser le Gouvernement. Cet équilibre, dit organique, censé apporter une stabilité institutionnelle peut néanmoins varier considérablement suivant le cadre constitutionnel en vigueur.

### Variantes
Dans certains régimes, comme en Allemagne ou au Royaume-Uni, le droit de dissolution n’appartient pas au pouvoir exécutif mais au pouvoir législatif. On parle alors d’auto-dissolution. Néanmoins si les constitutions de ces régimes accordent officiellement l’initiative de la dissolution à la chambre basse du Parlement, dans les faits c’est très souvent le Gouvernement qui en a la prérogative officieuse.
D’autre part, il est important de faire la distinction entre les régimes parlementaires bicaméraux paritaires et non paritaires. Dans le premier cas qui concerne notamment l'Italie, les deux chambres du Parlement peuvent être dissoutes par le Gouvernement et peuvent à l'inverse renverser celui-ci par une motion de censure. En revanche dans un régime bicaméral non paritaire, qui est le modèle le plus répandu de nos jours, seule la chambre basse peut être dissoute et renverser le Gouvernement.

## Utilisation

### Fréquence
Le cadre constitutionnel définit les modalités du droit de dissolution au sein d'un régime parlementaire. Ces modalités, associées à l'environnement politique sur lequel elles s'exercent déterminent en majeure partie la fréquence d'utilisation du droit de dissolution. Dans certains États, comme cela a été le cas jusqu'en 2011 au Royaume-Uni, les conditions de mise en place de la dissolution peuvent être relativement simples à réunir, ce qui rend son utilisation usuelle. À l’inverse, d’autres États n’y ont que rarement recours. Cela peut être dû à une pratique ou histoire politique qui l'aurait rendu impopulaire ou inopportune, ou bien à un cadre constitutionnel qui restreindrait particulièrement les conditions de sa mise en place comme cela fut le cas en France sous la Quatrième République.

### Objectifs
La dissolution parlementaire peut remplir plusieurs objectifs qui varient selon les États, les périodes et les circonstances. Parmi tous ces objectifs, on peut en noter trois principaux.
Tout d'abord, le recours à la dissolution peut être envisagé pour répondre à une crise politique ou sociale. Organiser la tenue de nouvelles élections permet au Gouvernement de régler le conflit en laissant trancher les citoyens à travers le vote. Une telle stratégie a notamment été employée en France par le Général De Gaulle pour mettre fin à la crise de Mai 68, ou en 1962 à la suite de la motion de censure votée par l'Assemblée nationale.
La dissolution peut également être utilisée par un Gouvernement afin d'établir une majorité politique au Parlement ou de renforcer celle existante. Par exemple en France, le président Mitterrand a dissous à deux reprises l'Assemblée nationale, à chaque fois dans le but de constituer une majorité à la suite de son élection.
Enfin, la dissolution de confort, aussi appelée « dissolution à l'anglaise », vise à avancer la date des élections législatives, en vue pour le Gouvernement, d'y obtenir de meilleurs résultats. Cette forme de dissolution, très répandue au Royaume-Uni est de loin la plus risquée. Elle repose en effet sur des pronostics élaborés par le Gouvernement qui tentent de présager la situation économique, sociale et politique au moment des prochaines élections. Si ces prévisions sont bonnes, le Gouvernement n'a aucun intérêt à procéder à une dissolution. En revanche si celles-ci sont mauvaises, le Gouvernement peut juger bon d'anticiper les élections afin qu'elles aient lieu dans un contexte qui lui soit plus favorable. Jusqu'en 2011, au Royaume-Uni, c'est cette forme de dissolution qui prévalait, les élections générales ne pouvant être organisées qu'à la suite d'une dissolution. En France, sous la Cinquième République, seuls Jacques Chirac en 1997 et Emmanuel Macron en 2024 ont procédé à ce genre de dissolution. Néanmoins celle de Jacques Chirac s'est soldée par un échec qui a conduit le président à perdre sa majorité à l'Assemblée nationale.

## Histoire
Le pouvoir de dissolution apparaît pour la première fois au temps du Moyen Âge tardif  lorsque la notion même de parlement se rapportait à une forme de « grand conseil », tel que celui en France, qui réunissait les différentes classes sociales du royaume (le clergé, la noblesse et le peuple). Ce parlement d'antan était invoqué dans le but d’aider le monarque, de le conseiller, mais aussi de créer de nouvelles lois et de lever de nouveaux impôts.
Certains parlements médiévaux avaient établi le droit d’être réunis de manière régulière. Tandis que certains d’entre eux ne pouvaient être dissous sans leur propre consentement, il n’était pas rare que le monarque réunisse et dissolve le Parlement de sa propre volonté.
Ce pouvoir de dissolution d’origine royale a été maintenu dans nombre de constitutions parlementaires lors de leurs rédactions. La Charte constitutionnelle du 4 juin 1814 en France, la Constitution belge du 7 février 1831 ou encore la Constitution de l’empire du Japon de 1889 possédaient toutes cette particularité, ce qui permettait ,en principe, au monarque de dissoudre le Parlement à n’importe quel moment, et pour n’importe quelle raison. Dans ces premières constitutions, le pouvoir royal de dissolution était d’abord vu comme un pouvoir appartenant au monarque lui permettant de contrôler l’action du parlement.
Cependant, dans de nombreux pays européens, la nature de ce pouvoir va peu à peu changer au cours du XIXe siècle. En effet, l'importance croissante des partis politiques organisés s’opposant pour un électorat de plus en plus étendu, a progressivement déplacé le pouvoir de dissolution des mains du Monarque vers celles d'un  Premier ministre dépendant de la confiance du Parlement. Ainsi le développement du parlementarisme a progressivement conduit le monarque à perdre son pouvoir exécutif au profit d'une position plus symbolique et cérémonielle.

## Allemagne
Contrairement à d’autres régimes parlementaires et semi-présidentiels, le Parlement allemand, appelé Bundestag, ne peut pas être dissous par le gouvernement, mais par le président fédéral. Les conditions pour dissoudre le Bundestag sont disposées dans l’article 68 de la Loi fondamentale de la République fédérale d'Allemagne.
La dissolution du Bundestag peut advenir dans deux situations précises :
- si au début de la législature ou après le décès ou la démission du chancelier, le Bundestag n'arrive pas à élire son successeur avec la majorité absolue de ses membres (article 63, alinéa 4) ;
- si sur proposition du chancelier, le Bundestag répond négativement à la question de confiance qui lui est posée (article 68 alinéa 1 de la Loi fondamentale). Cette situation s'est produite à trois reprises, en 1972 avec le chancelier Willy Brandt et le président Gustav Heinemann, en 1982 avec le chancelier Helmut Kohl et le président Karl Carstens, et en 2005 avec le chancelier Gehrard Schröder et le président Horst Köhler. Dans les trois cas, le chancelier s'est vu refuser la confiance lui permettant ainsi de provoquer de nouvelles élections. Ces épisodes, qui ont pu être considérés comme des détournements du droit de dissolution, ont été tolérés par le tribunal constitutionnel fédéral, qui a cependant précisé les conditions d'exercice de la procédure par arrêt du 16 février 1983, permettant la dissolution en cas de blocage institutionnel mais l'excluant pour "dissolution à l'anglaise", c'est-à-dire pour motif d'opportunisme électoral[11].

## Afrique du Sud
Le régime politique en Afrique du Sud est de type parlementaire. Le président de la République est le chef de l’exécutif national et le chef de l’État (article 83 de la Constitution). Le Parlement en Afrique du Sud à une structure bicamérale, c’est-à-dire qu’il est constitué de l’Assemblée nationale et du Conseil national des Provinces (article 40 de la  Constitution).
Le processus de dissolution de l'Assemblée nationale est défini à l'article 50 de la Constitution.

### Les circonstances
En Afrique du Sud, le président doit dissoudre l’Assemblée nationale si :
- l'Assemblée a adopté une résolution de dissolution avec un vote de soutien d'une majorité de ses membres ;
- trois ans se sont écoulés depuis l'élection de l'Assemblée (article 50 de la Constitution).

En cas d’absence d’un président, le président qui assure l’intérim peut aussi dissoudre l’Assemblée nationale si :
- le poste de président est vacant ;
- l'Assemblée ne parvient pas à élire un nouveau président dans un délai de 30 jours à compter du début de la période de vacance.

### Modalités
Si l'Assemblée nationale est dissoute, ou si son mandat est échu, le président, sur proclamation, doit décréter et fixer les dates d'une élection, qui doit se tenir dans un délai de 90 jours à compter de la date de dissolution ou d'échéance du mandat de l'Assemblée (article 49 alinéa 2 de la Constitution). Une proclamation décrétant et fixant les dates d'une élection peut être effectuée avant ou après l'échéance du mandat de l'Assemblée nationale. L'Assemblée nationale continue d'exercer ses fonctions à partir de sa dissolution ou de son échéance de mandat, jusqu'au jour précédant le premier jour de réunion de la prochaine Assemblée. Aucune dissolution n'a eu lieu entre 1990 et 2000.
Cependant, le 21 février 2019, l'Assemblée nationale a adopté une résolution demandant que le Parlement soit dissous conformément à l'article 50 de la Constitution, qui traite spécifiquement de la «dissolution de l'Assemblée nationale avant l'expiration de son mandat». La dissolution de la Chambre a été rendue nécessaire car la date des élections générales sud-africaines a été fixée au 8 mai, soit avant la fin du mandat de l'Assemblée nationale en cours. L'Assemblée nationale ayant résolu de se dissoudre, le président Cyril Ramaphosa a dissous la Chambre dans l'exercice des pouvoirs qui lui sont conférés par la Constitution, d’où la proclamation de la date des élections le 8 mai, comme annoncé lors du discours sur l'état de la nation.

## Espagne
La Constitution de 1978, rédigée dans le cadre de la Transition démocratique faisant suite au franquisme, établit un parlement bicaméral, les Cortes Generales, composé du Congrès des députés et du Sénat.
Le pouvoir de dissolution est partagé entre le roi, chef de l'État, et le président du gouvernement et s'exerce conformément à l'article 115 de la Constitution. La dissolution peut concerner l'une des deux chambres ou les deux. Elle est décrétée par le monarque sur proposition du président du gouvernement, après délibération du Conseil des ministres. L'article 99 prévoit une dissolution automatique des deux assemblées si le Congrès échoue à investir un candidat à la présidence du gouvernement dans les deux mois qui suivent son refus du premier candidat proposé par le roi

## États-Unis
Le système politique des États-Unis est un régime présidentiel. La séparation des pouvoirs y est stricte. Il n'existe ni de responsabilité ministérielle ni gouvernementale. Aucune dissolution n'est donc envisageable.

## France
La République française est un régime semi-présidentiel s’inscrivant dans la Constitution de la Ve République de 1958. Cette Constitution fait de la France un régime parlementaire bicaméral constitué d’une chambre basse, l’Assemblée nationale et d'une chambre haute, le Sénat. Ces chambres sont respectivement composées de 577 députés et de 348 sénateurs.
Bien que déjà introduit sous Napoléon Bonaparte, le droit de dissolution français n’a cessé d’évoluer et de se simplifier jusqu’à l’établissement de la Cinquième République. Aujourd’hui, ce droit constitue une compétence quasi discrétionnaire du président de la République, prévue par l’article 12 de la Constitution.
« Le Président de la République peut, après consultation du Premier ministre et des Présidents des assemblées, prononcer la dissolution de l'Assemblée nationale.
Les élections générales ont lieu vingt jours au moins et quarante jours au plus après la dissolution.
L'Assemblée nationale se réunit de plein droit le deuxième jeudi qui suit son élection. Si cette réunion a lieu en dehors de la période prévue pour la session ordinaire, une session est ouverte de droit pour une durée de quinze jours.
Il ne peut être procédé à une nouvelle dissolution dans l'année qui suit ces élections. » — Article 12 de la Constitution de 1958.
Dans la mesure où seule l’Assemblée nationale a la possibilité de renverser le gouvernement par l’intermédiaire du vote d’une motion de censure prévu par l’article 49 alinéa 2, le droit de dissolution ne concerne que celle-ci et le Sénat ne peut être dissout.
Enfin, l’utilisation de ce droit de dissolution reste limitée et conditionnée par trois critères constitutionnels :
- le président ne peut dissoudre l’Assemblée nationale en période d’exercice exceptionnel de ses pouvoirs prévu par l’article 16 ;
- l’Assemblée nationale ne peut être dissoute si la fonction de Chef d’État est assurée par intérim par le président du Sénat (article 7) ;
- le président ne peut dissoudre l’Assemblée nationale durant l’année qui suit une dissolution. Cette condition trouve son origine dans l’adage « dissolution sur dissolution ne vaut », remontant à la tentative de double dissolution pratiquée par Charles X en 1830. En revanche, il peut dissoudre l'Assemblée nationale sans délai après une élection ayant eu lieu au terme de la législature précédente.

À l'heure actuelle, la dernière dissolution de l'Assemblée nationale provoquée en France a été prononcée le 9 juin 2024 et a entraîné la tenue des élections législatives anticipées de 2024.

## Italie
La République d’Italie est une république démocratique parlementaire dans laquelle la répartition des pouvoirs est décentralisée. Ce régime repose sur la Constitution entrée en vigueur au 1er Janvier 1948. Le régime politique est donc caractérisé par un Parlement bicaméral constitué de deux chambres dotées de pouvoirs strictement égaux. Les élections législatives italiennes se font au suffrage universel direct et la population élit son Parlement pour une durée de cinq ans. La Chambre basse (Camera dei deputati) est composée de 400 députés élus et la Chambre haute (Senato della Repubblica) de 200 sénateurs élus.
La Constitution du 1er Janvier 1948 introduit le droit de dissolution dont est doté le président de la République Italienne, et ce, selon l’article 88,. Ainsi, le président a le pouvoir de dissoudre la totalité du Parlement ou seulement l'une de ses deux chambres.
« Le président de la République peut, après consultation de leurs présidents, dissoudre les chambres ou même une seule d’entre elles.
Il ne peut exercer cette faculté au cours des six derniers mois de son mandat, hormis s’ils coïncident en totalité ou en partie avec les six derniers mois de la législature. » - Article 88 
Deux conditions préalables sont néanmoins nécessaires : 
- le président doit d’abord consulter les présidents respectifs de la Chambre des députés et du Sénat ;
- le droit de dissolution ne peut être appliqué au cours des six derniers mois du mandat présidentiel, à moins que celui-ci ne concorde avec celui du mandat parlementaire.

Alors que la Constitution prévoit l'organisation de nouvelles élections 70 jours après la fin de la législature, toutes les législatures ont été dissoutes avant leur terme, que cette dissolution ait lieu quelques semaines avant le terme naturel de la législature, ou qu'il s'agisse d'un scrutin anticipé.

## Japon
La monarchie constitutionnelle japonaise repose sur les bases d’un régime parlementaire bicaméral représenté par le Parlement Japonais : la Diète (国会, Kokkai). Ce parlement se compose donc de deux chambres. La Chambre des représentants (衆議院, Shūgi-in) correspond à la chambre basse, ou à la chambre des députés, et est composée de 475 membres élus pour une durée de quatre ans. La Chambre des conseillers (参議院, Sangi-in) s’apparente davantage à la chambre haute et est parfois appelée “Sénat”. Elle se compose de 242 membres élus pour une durée de six ans.
La notion de dissolution parlementaire a été introduite au Japon par le biais de la Constitution de l’État du Japon (日本国憲法, Nihon-koku kenpō) de 1946. Démocratisant complètement son régime parlementaire, cette constitution prévoit l’existence d’une responsabilité gouvernementale devant le Parlement. Ainsi, la chambre des représentants, et uniquement celle-ci, a la possibilité d’adopter une motion de censure à l’encontre du Gouvernement ou d’un ministre individuellement. Ce dernier doit alors démissionner, ou bien il peut demander au Premier Ministre de faire dissoudre la Chambre basse du Parlement par le biais de l’Empereur dans un délai maximum de dix jours. (article 69)
Historiquement, la pratique de la dissolution est assez fréquente au Japon, elle a été pratiquée pour la dernière fois le 28 Septembre 2017.

## Pays-Bas
Le droit de dissolution parlementaire aux Pays-Bas a été accordé au gouvernement par arrêté royal du monarque en 1848. Il consistait à mettre prématurément fin au mandat des États généraux. L’objectif de cette compétence apparaissait comme un contrepoids à la responsabilité politique des ministres.
En effet, la constitution néerlandaise prévoit qu’en cas de désaccord entre les ministres dans le gouvernement de coalition, la Seconde chambre des États généraux soit dissoute. Cependant, de manière générale, ces différends se règlent lors du conseil des ministres et n’ont visiblement pas de conséquences.
Les dispositions relatives au droit de dissolution des États généraux (Première chambre et Seconde chambre) sont contenues dans l’article 64 de la Constitution néerlandaise.
Selon la Constitution, la dissolution de la chambre peut être décidée :
- en cas de décès du monarque sans successeur ;
- après l’approbation d'une modification de la Constitution. Dans ce cas, une dissolution de la première Chambre était aussi obligatoire jusqu'en 1995 ;

Cependant en pratique, on a pu observer deux autres situations qui ont conduit à la dissolution de la chambre :
- lorsque le gouvernement ne bénéficie plus de la confiance de la seconde Chambre, qu'il démissionne et que le roi accepte. Une fois un gouvernement de transition formé, ce dernier peut dissoudre le Parlement ;
- en cas de conflit en Conseil des ministres, le Parlement peut être dissous pour former un nouveau gouvernement sur la base de la seconde Chambre nouvellement élue.

Les élections visant à constituer une nouvelle seconde Chambre doivent se tenir dans les 40 jours suivant la décision de dissolution de la chambre en place. Les négociations pour former un nouveau gouvernement peuvent ensuite prendre place.

## Royaume-Uni
Le Royaume-Uni est un régime parlementaire bicaméral non-paritaire. Son Parlement est donc composé de deux Chambres. La Chambre des communes correspond à la chambre basse élue au suffrage universel direct. Elle est composée de 650 membres. La Chambre des Lords correspond quant à elle à la chambre haute et est composée actuellement d'environ 800 Lords tous nommés par le monarque.
Pendant très longtemps le cadre constitutionnel britannique accordait la possibilité au Gouvernement de dissoudre à tout moment la Chambre des Communes. Pour ce faire, le Premier ministre devait néanmoins demander l'autorisation au monarque, lui seul étant apte à proclamer officiellement la dissolution.
Cependant, l'adoption en 2011 du Fixed-term Parliaments Act, a profondément modifié le fonctionnement du Parlement britannique, notamment par le cadrage du droit de dissolution. Jusqu'en 2022, le Premier ministre n'avait plus la capacité officielle de dissoudre le Parlement. Il existait néanmoins deux procédés permettant la tenue d'élections anticipées :
- la Chambre des communes peut adopter une motion en faveur d'une dissolution. Celle-ci doit être votée à la majorité des deux tiers de ses membres. Ce procédé s'apparente fortement au mode de dissolution allemand appelé « auto-dissolution » ;
- la Chambre des communes peut également voter une motion de censure à la majorité simple de ses membres, entraînant ainsi le renversement du Gouvernement. Si à la suite de ce renversement, la Chambre des communes ne parvient pas à accorder sa confiance à un nouveau gouvernement avant un délai de 14 jours, alors la dissolution de cette même chambre est automatique.

Une loi spéciale permit, en 2019, une dissolution exceptionnelle.
Depuis le Dissolution and Calling of Parliament Act de 2022, le Fixed-term Parliaments Act a été abrogé, replaçant le mécanisme de dissolution dans sa configuration première.

## Venezuela
La république bolivarienne du Venezuela est considérée comme une république fédérale multipartite reposant sur un régime présidentiel. Le président Vénézuélien assure à la fois la fonction de chef de l’État et de chef du gouvernement. De ce fait, il représente le pouvoir exécutif, tandis que le pouvoir législatif est exercé par un Parlement monocaméral, Assemblée nationale (Asemblea Nacional). Elle est composée de 165 députés élus pour une durée de cinq ans au suffrage universel direct.
La Constitution bolivarienne du Venezuela de 1999 introduit le droit de dissolution du Parlement par le président de la République, par le biais de différents articles. L’alinéa 21 de la Constitution permet au président de « dissoudre l’Assemblée nationale dans les formes établies par la présente Constitution ». L’article 240 établit les modalités de cette dissolution. Le président peut exercer ce pouvoir à condition que le Parlement se soit accordé trois fois au cours de la même période constitutionnelle sur le vote d’une motion de censure contre le Gouvernement, entraînant le remplacement du vice-président. Cet article dispose aussi du fait que toute dissolution parlementaire entraînera la tenue de nouvelles élections législatives dans une période de soixante jours au plus. De plus, il précise qu’aucun droit de dissolution ne peut être exercé au cours de la dernière année de sa période constitutionnelle.